# Kanton Nancy-Est
Kanton Nancy-Est (fr. Canton de Nancy-Est) byl francouzský kanton v departementu Meurthe-et-Moselle v regionu Lotrinsko. Tvořila ho pouze východní část města Nancy. Zrušen byl po reformě kantonů 2014.